# 식자공
식자공(印刷工)은 인쇄하기 위해 인쇄 활자를 식자하는 사람으로, 은 원고에 따라 채자된 활자를 배열하며, 판의 규격에 맞추어 글자와 행간을 조절하고 필요한 구두점 및 부호 등을 넣어 조판하는 일을 한다.